# Liste der denkmalgeschützten Objekte in Haiming (Tirol)
Die Liste der denkmalgeschützten Objekte in Haiming enthält die 29 denkmalgeschützten, unbeweglichen Objekte der Tiroler Gemeinde Haiming.

## Denkmäler
| Foto  |                 | Denkmal                                                                                            | Standort                                           | Beschreibung | Metadaten |
| ----- | --------------- | -------------------------------------------------------------------------------------------------- | -------------------------------------------------- | --- | --- |
| ja    | Datei hochladen | Ortskapelle Ambach HERIS-ID: 23586 Objekt-ID: 19941 TKK: 19873                                     | gegenüber Ambach 29 Standort KG: Haiming           | 1952 erbaute Kapelle mit Rundapsis | BDA-Hist.: Q37877443 Status: § 2a Stand der BDA-Liste: 2025-06-30 Name: Ortskapelle Ambach GstNr.: .618 Ortskapelle Ambach                                                              |
| ja    | Datei hochladen | Aufnahmsgebäude Ötztal HERIS-ID: 23605 Objekt-ID: 19961 TKK: 115591                                | Bahnhofplatz 2 Standort KG: Haiming                | Der Bahnhof Ötztal an der Arlbergbahn wurde 1883 eröffnet. Das mit einem Krüppelwalmdach gedeckte zweigeschoßige Aufnahmsgebäude weist eine Steinfassade mit Eckquaderungen und breitem Mittelrisalit auf. Die holzverschalten Giebel sind reich gegliedert. Auf beiden Seiten schließen eingeschoßige Seitenflügel mit Putzfassade und Satteldach an. Das auf Eisenstützen gelagerte Bahnsteigdach ist als Veranda ausgeführt, an beiden Seiten befinden sich eingeschoßige Endpavillons für Nebenräume. | BDA-Hist.: Q106849118 Status: Bescheid Stand der BDA-Liste: 2025-06-30 Name: Aufnahmsgebäude Ötztal GstNr.: .4/7 Aufnahmsgebäude Bahnhof Ötztal                                         |
| BW    | Datei hochladen | Ortskapelle Brunau HERIS-ID: 23587 Objekt-ID: 19942 TKK: 19872                                     | Brunau 8, in der Nähe Standort KG: Haiming         | Kapelle aus dem frühen 19. Jahrhundert mit Zwiebelturm | BDA-Hist.: Q37877456 Status: § 2a Stand der BDA-Liste: 2025-06-30 Name: Ortskapelle Brunau GstNr.: .245                                                                                 |
| ja    | Datei hochladen | Expositurkirche Mariae Heimsuchung in Haimingerberg HERIS-ID: 23590 Objekt-ID: 19946 TKK: 19859    | neben Haimingerberg 24 Standort KG: Haiming        | 1845 erbaute spätklassizistische Kirche, Turm mit Biedermeierhaube | BDA-Hist.: Q19971195 Status: § 2a Stand der BDA-Liste: 2025-06-30 Name: Expositurkirche Mariae Heimsuchung in Haimingerberg GstNr.: .311/1 Kirche Mariae Heimsuchung in Haimingerberg   |
| ja    | Datei hochladen | Friedhof Haimingerberg HERIS-ID: 92414 Objekt-ID: 107350 TKK: 115593                               | bei Haimingerberg 24 Standort KG: Haiming          | Der Friedhof um die Kirche Mariae Heimsuchung wurde in der zweiten Hälfte des 19. Jahrhunderts angelegt. | BDA-Hist.: Q37760056 Status: § 2a Stand der BDA-Liste: 2025-06-30 Name: Friedhof Haimingerberg GstNr.: 4640 Friedhof Haimingerberg                                                      |
| ja    | Datei hochladen | Ortskapelle Larchet HERIS-ID: 23594 Objekt-ID: 19950 TKK: 19881                                    | Haimingerberg 40a Standort KG: Haiming             | Die Ortskapelle Larchet ist ein einjochiger, gemauerter Bau mit dreiseitig schließendem Chor und schindelgedecktem Satteldach und stammt aus der 2. Hälfte des 19. Jahrhunderts. An der südwestlichen Eingangsfassade befinden sich ein schmales Rundbogenportal und seitlich davon je eine quadratische Fensteröffnung, über dem Portal ein segmentbogig geschlossenes Fenster und an den Traufseiten je ein Rundbogenfenster. Der Betraum hat ein Kreuzgewölbe, im Chor Stichkappen. | BDA-Hist.: Q37877502 Status: § 2a Stand der BDA-Liste: 2025-06-30 Name: Ortskapelle Larchet GstNr.: .269                                                                                |
| ja    | Datei hochladen | Brunnen HERIS-ID: 23596 Objekt-ID: 19952 TKK: 19903                                                | bei Kirchstraße 15 Standort KG: Haiming            | Der ursprüngliche Holzfassbrunnen bestand aus einem runden Brunnentrog und einer wuchtigen, viereckigen, hölzernen Brunnensäule. Beides wurde durch einen eckigen Brunnentrog, bezeichnet mit 1992, und eine Brunnensäule aus Beton ersetzt. Auf der Brunnensäule steht unter einer Blechverdachung eine vollplastische Holzskulptur der hl. Notburga. | BDA-Hist.: Q37877512 Status: § 2a Stand der BDA-Liste: 2025-06-30 Name: Brunnen GstNr.: 5575/1                                                                                          |
| ja    | Datei hochladen | Kath. Pfarrkirche hll. Chrysanth und Daria HERIS-ID: 23576 Objekt-ID: 19931 TKK: 19855             | gegenüber Kirchstraße 26a Standort KG: Haiming     | 1517 geweihte gotische Kirche, 1761 nach einem Brand wiederhergestellt | BDA-Hist.: Q22665551 Status: § 2a Stand der BDA-Liste: 2025-06-30 Name: Kath. Pfarrkirche hll. Chrysanth und Daria GstNr.: .1/1 Pfarrkirche Haiming                                     |
| ja    | Datei hochladen | Friedhof HERIS-ID: 23577 Objekt-ID: 19932 TKK: 115592                                              | gegenüber Kirchstraße 26a Standort KG: Haiming     | Friedhof mit geböschten Mauern um die Kirche in Haiming | BDA-Hist.: Q37877365 Status: § 2a Stand der BDA-Liste: 2025-06-30 Name: Friedhof GstNr.: 1 Friedhof Haiming                                                                             |
| ja BW | Datei hochladen | Friedhofskapelle HERIS-ID: 23578 Objekt-ID: 19933 TKK: 20879                                       | gegenüber Kirchstraße 26 Standort KG: Haiming      | 1803 erbaute spätbarocke Kapelle mit Heiligenfiguren | BDA-Hist.: Q37877379 Status: § 2a Stand der BDA-Liste: 2025-06-30 Name: Friedhofskapelle GstNr.: 1                                                                                      |
| ja    | Datei hochladen | Kriegerdenkmal HERIS-ID: 23579 Objekt-ID: 19934 TKK: 36266                                         | gegenüber Kirchstraße 29 Standort KG: Haiming      | Das Kriegerdenkmal für die Gefallenen der beiden Weltkriege befindet sich nördlich der Kirche. Im Zentrum der halbkreisförmigen, von Säulen begrenzten Mauer steht auf einem quaderförmigen Sockel ein Steinkreuz und die Skulptur einer trauernden Mutter mit Kind von Hans Kaltenegger. Inschriften auf Marmortafeln mit den Gefallenen von Haiming. | BDA-Hist.: Q37877392 Status: § 2a Stand der BDA-Liste: 2025-06-30 Name: Kriegerdenkmal GstNr.: 136 Kriegerdenkmal Haiming                                                               |
| ja    | Datei hochladen | Garber-Kapelle HERIS-ID: 23584 Objekt-ID: 19939 TKK: 19866                                         | bei Kirchstraße 41 Standort KG: Haiming            | Wegkapelle aus dem 18. Jahrhundert mit Kruzifix | BDA-Hist.: Q37877418 Status: § 2a Stand der BDA-Liste: 2025-06-30 Name: Garber-Kapelle GstNr.: .546                                                                                     |
| ja    | Datei hochladen | Gasthof Löwe HERIS-ID: 23598 Objekt-ID: 19954 TKK: 19944                                           | Magerbach 1 Standort KG: Haiming                   | Im Kern spätgotischer Gasthof aus dem 17. Jahrhundert mit abgefastem Rundbogenportal | BDA-Hist.: Q37877536 Status: Bescheid Stand der BDA-Liste: 2025-06-30 Name: Gasthof Löwe GstNr.: .173/4, .173/1                                                                         |
| ja BW | Datei hochladen | Kath. Pfarrkirche Mariae Heimsuchung mit Widum HERIS-ID: 23601 Objekt-ID: 19957 TKK: 19860         | Ochsengarten 5 Standort KG: Haiming                | 1777 erbauter spätbarocker Saalbau, mit dem Pfarrhaus verbunden | BDA-Hist.: Q19971337 Status: § 2a Stand der BDA-Liste: 2025-06-30 Name: Kath. Pfarrkirche Mariae Heimsuchung mit Widum GstNr.: .402, .403 Pfarrkirche Mariae Heimsuchung (Ochsengarten) |
| ja    | Datei hochladen | Friedhof mit Friedhofskapelle in Ochsengarten HERIS-ID: 23603 Objekt-ID: 19959 TKK: 115594, 115595 | bei Ochsengarten 5 Standort KG: Haiming            | Nischenkapelle mit Schnitzgruppe aus dem 17. Jahrhundert im Friedhof | BDA-Hist.: Q37877573 Status: § 2a Stand der BDA-Liste: 2025-06-30 Name: Friedhof mit Friedhofskapelle in Ochsengarten GstNr.: 5499 Friedhof Ochsengarten                                |
| ja    | Datei hochladen | Ortskapelle Kössl HERIS-ID: 23592 Objekt-ID: 19948 TKK: 19883                                      | Ochsengarten 8, in der Nähe Standort KG: Haiming   | Kreuzkapelle aus dem 16. Jahrhundert mit spitzbogigen Fenstern. | BDA-Hist.: Q37877488 Status: § 2a Stand der BDA-Liste: 2025-06-30 Name: Ortskapelle Kössl GstNr.: .381 Ortskapelle Kössl, Ochsengarten                                                  |
| ja    | Datei hochladen | Bruder-Klaus-Kapelle in Marail HERIS-ID: 96630 Objekt-ID: 112169 TKK: 19884                        | gegenüber Ochsengarten 22 Standort KG: Haiming     | 1961 erbaute Kapelle, dem heiligen Niklaus von Flüe geweiht | BDA-Hist.: Q37768451 Status: § 2a Stand der BDA-Liste: 2025-06-30 Name: Bruder-Klaus-Kapelle in Marail GstNr.: 5563/12 Bruder-Klaus-Kapelle, Marail                                     |
| ja    | Datei hochladen | Ortskapelle Wald HERIS-ID: 23607 Objekt-ID: 19963 TKK: 19882                                       | bei Ochsengarten 30 Standort KG: Haiming           | Die dem hl. Josef geweihte, gemauerte Kapelle mit dreiseitigem Chor und steilem, schindelgedecktem Satteldach wurde im 17. Jahrhundert errichtet. An der südlichen Eingangsfassade befindet sich ein Rundbogenportal, darüber ein Ochsenauge und im Giebelfeld eine gemalte Sonnenuhr. Im ursprünglich gewölbten Innenraum wurde später eine Flachdecke eingezogen. | BDA-Hist.: Q37877602 Status: § 2a Stand der BDA-Liste: 2025-06-30 Name: Ortskapelle Wald GstNr.: .397 Ortskapelle Wald, Haiming                                                         |
| BW    | Datei hochladen | Ortskapelle Oberriedern HERIS-ID: 23600 Objekt-ID: 19956 TKK: 19870                                | gegenüber Riedern 4 Standort KG: Haiming           | Barocke Kapelle mit übermalten Fresken am Inn | BDA-Hist.: Q37877550 Status: § 2a Stand der BDA-Liste: 2025-06-30 Name: Ortskapelle Oberriedern GstNr.: 6572                                                                            |
| ja    | Datei hochladen | Kath. Pfarrkirche hl. Josef der Arbeiter, Ötztal HERIS-ID: 23604 Objekt-ID: 19960 TKK: 19858       | bei Turmstraße 7 Standort KG: Haiming              | 1962–1964 nach Plänen von Sepp Salzburger und Wilhelm Adamer auf dem Schuttkegel der Ötztaler Ache errichtete moderne Kirche | BDA-Hist.: Q1704152 Status: § 2a Stand der BDA-Liste: 2025-06-30 Name: Kath. Pfarrkirche hl. Josef der Arbeiter, Ötztal GstNr.: .770 Pfarrkirche Ötztal-Bahnhof                         |
| ja    | Datei hochladen | Straßenbrücke, Magerbach HERIS-ID: 23608 Objekt-ID: 19964 TKK: 115596                              | Standort KG: Haiming                               | Die Straßenbrücke führt in Magerbach über den Inn. Ein hölzerner Vorgängerbau wurde 1856 kartografisch dokumentiert. Die genietete Eisenfachwerkkonstruktion ist an beiden Uferseiten auf Natursteinfundamenten gelagert und besteht aus zwei parallel angeordneten Tragwänden. | BDA-Hist.: Q37877615 Status: § 2a Stand der BDA-Liste: 2025-06-30 Name: Straßenbrücke, Magerbach GstNr.: 5679/2, 5599/3, 6316                                                           |
| ja    | Datei hochladen | Flur-/Wegkapelle, Gerichtskapelle, Müllerkapelle HERIS-ID: 23582 Objekt-ID: 19937 TKK: 19867       | Standort KG: Haiming                               | Ein Vorgängerbau aus dem 17. Jahrhundert wird in der mündlichen Überlieferung mit der Pestzeit in Verbindung gebracht. 1989 an der jetzigen Stelle neu errichtet. Gemauerter Bildstock mit Satteldach und geradem Schluss. In der vergitterten, leicht eingezogenen Rundbogennische befindet sich ein barockes Gemälde des Jüngsten Gerichts. | BDA-Hist.: Q37877405 Status: § 2a Stand der BDA-Liste: 2025-06-30 Name: Flur-/Wegkapelle, Gerichtskapelle, Müllerkapelle GstNr.: 6336                                                   |
| ja    | Datei hochladen | 4 Bildstöcke an der alten Landstraße nach Silz HERIS-ID: 23585 Objekt-ID: 19940 TKK: 19887         | Standort siehe Beschreibung KG: Haiming            | Von den ursprünglich 15 von der Rosenkranzbruderschaft Silz gestifteten Bildstöcken an der alten Straße zwischen Haiming und Silz sind noch 11 erhalten. Die gemauerten Bildstöcke stammen aus dem 18. Jahrhundert, sie haben einen bauchigen Schaft und einen würfelförmigen Aufsatz mit brettergedecktem Satteldach. In den rundbogigen Nischen Darstellungen der Rosenkranzgeheimnisse des schmerzhaften und freudenreichen Rosenkranzes. Die ursprünglich bemalten Holztäfelchen wurden 1956 durch Keramiktafeln von Walter Honeder ersetzt. Die Bildstöcke befinden sich an den folgenden Stellen (von West nach Ost): 1, 2, 3 Weitere Bildstöcke finden sich in der Gemeinde Silz: 1, 2, 3, 4, 5, 6 und 7. | BDA-Hist.: Q37877429 Status: § 2a Stand der BDA-Liste: 2025-06-30 Name: 4 Bildstöcke an der alten Landstraße nach Silz GstNr.: 6325, 6331 Rosary Haiming - Silz                         |
| ja    | Datei hochladen | Straßenbrücke, Ötztaler Talbrücke HERIS-ID: 94289 Objekt-ID: 109432 TKK: 115597                    | Standort KG: Haiming                               | Die Brücke wurde 1937–1939 als Stahlbetonbrücke mit Verbundtragwerk auf zwei gemauerten Pfeilern errichtet und verbindet als Teil der Tiroler Straße die beiden Gemeinden Roppen und Haiming über die Ötztaler Ache. Sie ist 177 Meter lang. | BDA-Hist.: Q37764014 Status: § 2a Stand der BDA-Liste: 2025-06-30 Name: Straßenbrücke, Ötztaler Talbrücke GstNr.: 5695/2, 5719/5 Ötztaler Talbrücke                                     |
| ja    | Datei hochladen | Ortskapelle Hausegg HERIS-ID: 23591 Objekt-ID: 19947 TKK: 19875                                    | Haimingerberg 14, bei Standort KG: Haiming         | 1960 errichtete Kapelle, Altar mit Kreuzigungsgruppe | BDA-Hist.: Q37877477 Status: Bescheid Stand der BDA-Liste: 2025-06-30 Name: Ortskapelle Hausegg GstNr.: .314                                                                            |
| ja    | Datei hochladen | Ortskapelle Magerbach, Heilig-Kreuz-Kapelle HERIS-ID: 23597 Objekt-ID: 19953 TKK: 19871            | Magerbach 3, neben Standort KG: Haiming            | 1696 bezeichnete zweijochige Kapelle am Innufer | BDA-Hist.: Q37877523 Status: Bescheid Stand der BDA-Liste: 2025-06-30 Name: Ortskapelle Magerbach, Heilig-Kreuz-Kapelle GstNr.: .175                                                    |
| ja    | Datei hochladen | Kapelle Weiler Grün HERIS-ID: 61959 Objekt-ID: 74454 TKK: 19876                                    | Haimingerberg 17, bei Standort KG: Haiming         | Zweijochige Kapelle aus dem 18. Jahrhundert mit Fassadenfresko Mariae Verkündigung | BDA-Hist.: Q38098054 Status: Bescheid Stand der BDA-Liste: 2025-06-30 Name: Kapelle Weiler Grün GstNr.: .354                                                                            |
| ja    | Datei hochladen | Backofen HERIS-ID: 61960 Objekt-ID: 74455 TKK: 19917                                               | Haimingerberg 17, in der Nähe Standort KG: Haiming | Der freistehende, rechteckige Backofen mit brettergedecktem Satteldach stammt vermutlich aus dem 18. Jahrhundert. Giebelseitig hat er eine gewölbte Nische mit der Feuerungsöffnung. Über dem gemauerten Teil ein Kniestock in Kantblockbauweise. | BDA-Hist.: Q38098062 Status: Bescheid Stand der BDA-Liste: 2025-06-30 Name: Backofen GstNr.: .365                                                                                       |
| ja    | Datei hochladen | Kornkasten HERIS-ID: 61961 Objekt-ID: 74456 TKK: 19916                                             | Haimingerberg 17, in der Nähe Standort KG: Haiming | Der eingeschoßige Speicher aus dem Jahre 1673 in Kantblockbauweise hat ein flaches, brettergedecktes Satteldach, giebelseitig eine massive Bohlentüre, der Pfostenstock mit geschwungen ausgesägtem Türsturz. Über der Tür im Kranzbalken befinden sich Bauinschrift und Jahreszahl „16 IACOW GRITSH 73“. | BDA-Hist.: Q38098072 Status: Bescheid Stand der BDA-Liste: 2025-06-30 Name: Kornkasten GstNr.: .357                                                                                     |